# Radamisto
Radamisto és una òpera italiana composta per Georg Friedrich Händel (HWV 12). El llibret és de Nicola Francesco Haym, adaptat de L'amor tirannico de Domenico Lalli. La història es basa lliurement en els episodis dels Annals de Tàcit que expliquen la història del rei Radamist d'Armènia.
L'òpera es va compondre per a la inauguració de la Royal Academy of Music, i es va estrenar el 27 d'abril de 1720, al King's Theatre de Haymarket, a Londres. Händel en va fer una segona versió (HWV 12b) per a un nou equip de cantants que va arribar a Londres a finals d'aquell any. L'òpera es va tornar a representar el 1728.
Com passa amb la majoria d'opere serie, Radamisto va romandre sense representar durant molts anys. No obstant això, amb el renaixement de l’interès per la música barroca i les interpretacions musicals amb criteris històrics des de la dècada de 1960, Radamisto, com totes les òperes de Händel, és actualment interpretada en festivals i teatres d'òpera.
En versió de concert, va representar-se a València el 2007; a Catalunya no es va fer fins al 6 d'octubre de 2021, al Palau de la Música Catalana.

## Discografia
| Any  | Director           | Orquestra                       | Cantants                                        | Editorial       | Notes                               |
| ---- | ------------------ | ------------------------------- | ----------------------------------------------- | --------------- | ----------------------------------- |
| 1992 | Horst-Tanu Margraf | Handel-Festspielorchester Halle | Helmut Kaphahn Sigrid Kehl Rolf Apreck          | Berlin Classics | Gravació de 1961 cantada en alemany |
| 1995 | Nicholas McGegan   | Freiburg Barockorchestra        | Ralf Popken Juliana Gondek Nicolas Cavallier    | Harmonia Mundi  |                                     |
| 2005 | Alan Curtis        | Il Complesso Barocco            | Joyce DiDonato Patrizia Ciofi Dominique Labelle | Virgin Veritas  |                                     |